# Перещепинська культура
Перещепинська культура — ранньосередньовічна археологічна культура, названа за селом Мала Перещепина (Новосанжарський район на півдні Полтавської області), біля якого в 1912 році було виявлено стародавнє поховання. Дослідники пов'язують перещепинську культуру з давніми булгарами (В. Вернер), тому що перещепинський скарб відносять до правителя Великої Болгарії Кубрата. Так само існує припущення про зв'язок культури з ранніми хозарами (Михайло Артамонов). У будь-якому разі поховання несе яскраво виражений тюркський характер. До нього відносяться кубки, блюда, ковші, мечі, елементи збруї, візантійські монети.
З проникненням кочовиків-носіїв перещепинської культури вглиб лісостепу, вони досягли Київщини, бо з розгромом Пастирського городища на початку VIII сторіччя пов'язаний Київський скарб, знайдений у 1892 році.
Вторгнення в руський лісостеп кочовиків перещепинської культури пов'язане з експансією Хозарського каганату 665 році. Перещепинці витіснили невдовзі після 660-х років до Болгарії носіїв сухановського типу.